# Florentine Angele Soki Fuani Eyenga
Pour les articles homonymes, voir Eyenga.
Florentine Angele Soki Fuani Eyenga, née le 14 février 1950 à Léopoldville, est une femme politique congolaise.

## Biographie
Elle obtient une licence en psychologie en 1972 à l'université nationale du Zaïre-Campus de Kisangani puis devient assistante à la Faculté de psychologie et pédagogie de cette même université. Elle travaille ensuite au Centre universitaire d'orientation de Kinshasa, à l'Institut supérieur des arts et à l'Académie des beaux-arts de Kinshasa.
Elle est élue commissaire du peuple à Kinshasa en 1982 ; elle est réélue en 1987. Le 1er février 1985, elle devient commissaire d'État à la Condition féminine et aux Affaires sociales. Elle est ensuite commissaire d'État à la Condition féminine et à la Famille le 5 juillet 1985.
En 1987, elle devient deuxième secrétaire rapporteur du Conseil législatif et présidente de la section zaïroise de l'Union des parlements africains (en). Elle participe au processus de démocratisation enclenché en 1990, œuvrant à la Conférence nationale souveraine et siégeant au Haut Conseil de la République – Parlement de transition. Elle est ensuite vice-présidente de l'Union nationale des démocrates fédéralistes (UNADEF).
Elle est ministre des Affaires sociales en juillet 1994 puis ministre de la Santé publique de juillet 1995 à février 1996. En juillet 2003, elle entre au Sénat.